# ونتورث ویل (نیو ساوت ولز)
ونتورث ویل (به انگلیسی: Wentworthville) یک حومه شهر در استرالیا است که در نیو ساوت ولز واقع شده‌است.